# 懷特霍爾宮
懷特霍爾宮（英語：Palace of Whitehall），也译作白廳宮，位於英國倫敦，從1530年至1698年間都是英國國王在倫敦的主要居所。在17世紀末被火焚毀之前，懷特霍爾宮已經成為歐洲最大的宮殿，擁有超過1,500間房間，規模比梵蒂岡的宗座宮殿與巴黎近郊的凡爾賽宮還大。
懷特霍爾宮就位於倫敦西敏的白廳附近，許多英國政府機構都設置在這裡，因此白廳也是英國政府的代名詞。

## 位置

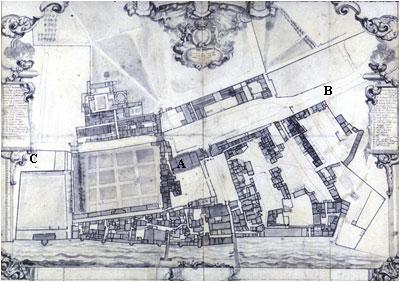
1680年的懷特霍爾宮設計圖

西敏宮在13世紀已經成為英國政府的所在地，且因為英國國王自從1049年以來都將這裡當做主要居所，於是西敏宮的周圍成為非常受歡迎也非常昂貴的區域。後來約克大主教從1240年開始擁有沼澤東邊的一棟稱為約克坊（York Place）的建築。
愛德華一世曾經多次住在約克坊裡工作，並將建築擴建以容納隨行人員。約克坊在15世紀重建，並在托馬斯·沃爾西的命令下來擴建，並建造英國國王的皇宮，規模只有蘭柏宮可以跟它相提並論。因此當國王亨利八世於1530年削除樞機主教的權利後，他將約克坊來取代倫敦威斯敏斯特宮作為他的主要住所。
亨利八世後來重新設計約克坊，並進一步擴大及重建整個皇宮。因為受到里士滿宮（Richmond Palace）的啟發，他還在皇宮內建造一個娛樂中心、一個保齡球場、一個網球場、一個鬥雞場與馬上長矛比武場。估計1540年代花費的建築成本超過£30,000（以2007年的市值來計算約1,100萬英鎊），超過整個布里奇韋爾宮（Bridewell Palace）的50％。亨利八世在他的皇宮迎娶兩任妻子:1533年的安妮·博林與1536年珍·西摩。亨利八世後來在1547年1月於宮殿中去世。皇宮也在1611年舉辦威廉·莎士比亞戲劇已知的首次公演－《暴風雨》。
詹姆斯一世對皇宮作出了一些重大變化，特別是在1622年建造一個新國宴廳，並由伊尼戈·琼斯所設計，以取代一系列先前建於伊麗莎白一世時期的宴會廳。在查理一世（後來在1649年在宴會廳前被送上斷頭台）的委託下，畫家彼得·保羅·魯本斯於1634年完成天花板設計，意味著皇宮裝潢全部完成。
到1650年，懷特霍爾宮已成為英國最大的複合世俗建築，擁有超過1500間房間。懷特霍爾宮內部格局非常不規則，很多房間的大小與建築風格完全不同。與其說是單一建築，懷特霍爾宮看起來更像一個小型的城鎮。
查理二世也在宮殿內進行小型工程。查理二世也跟他的父親一樣死在皇宮裡，雖然是因為中風，而不是被處死。詹姆斯二世則下令建築師克里斯多佛·雷恩在皇宮裡進行許多改變，包括在1687年完成一座新教堂，重建皇后的住所（約1688年） 與皇后的私人住宅（1689年）。

## 毀滅

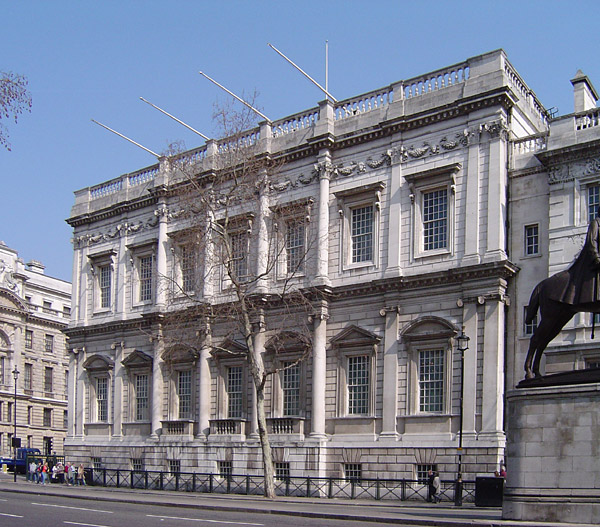
國宴廳是懷特霍爾宮唯一留存下來的部份

到了1691年，懷特霍爾宮已經成為歐洲最大且最複雜的建築物。樸次茅斯女公爵路易絲·德·克魯阿爾的華麗公寓在1691年4月10日遭到火災破壞，不過宴會廳並未受到破壞。瑪麗二世在1694年因感染天花於肯辛頓宮去世，而威廉三世與妻子瑪麗二世則多居住在肯辛頓宮內。但是懷特霍爾宮在1698年1月再度發生火災，大部分剩餘的住宅和政府建築都遭到破壞。作家約翰·伊夫林在1698年1月2日簡潔地指出:「白廳宮被燒毀了！除了牆壁及廢墟什麼都不剩。」除了國宴廳，一些蘇格蘭場與面臨公園的建築物也倖存下來。儘管一些建築後來重建完成改造，因為政府財政困難所以無法將全部的建築物完全重建。在18世紀下半葉，皇宮大部分的土地被出租來建設市鎮建築。
許多藝術品在火災中被毀滅，米開朗基羅的雕塑《邱比特》可能也遭到破壞，而德國畫家小漢斯·霍爾拜因的《亨利八世肖像畫》也不見蹤影。

## 現今
國宴廳是懷特霍爾宮唯一保存至今的建設，儘管它的內部後來已經有所改變。其他倖存的舊皇宮建築通常被納入新的政府建築物中，包括一座塔及亨利八世時代的網球場被改建成宴會廳及珠寶室。

## 外部連結
- 倫敦調查裡有關懷特霍爾宮的資料: History （页面存档备份，存于）; Buildings （页面存档备份，存于）; Banqueting House （页面存档备份，存于）

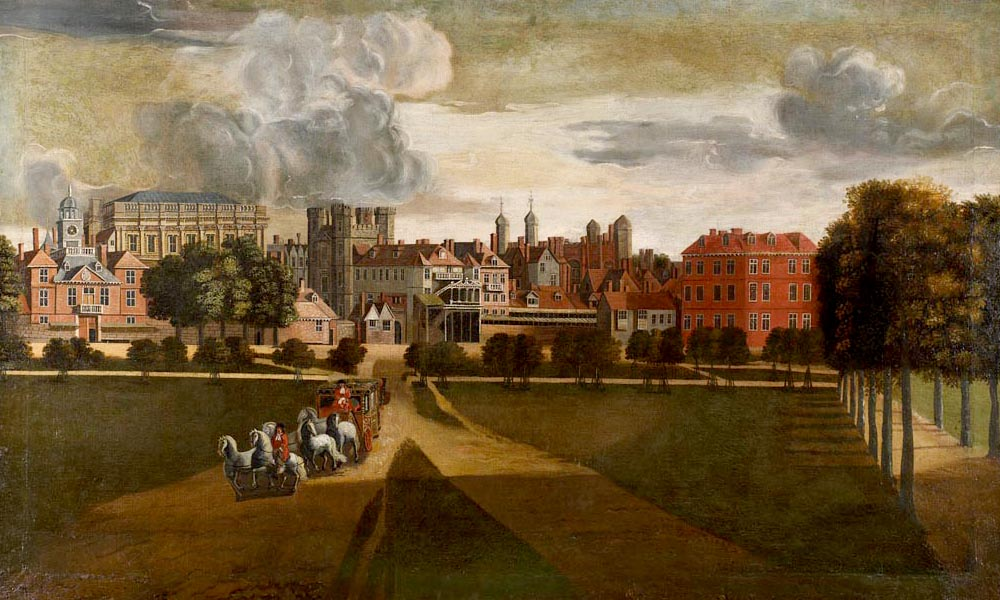
德國畫家Hendrick Danckerts於1675年所繪的懷特霍爾宮，角度是從西邊的聖詹姆士公園遠眺懷特霍爾宮，國宴廳與騎兵衛隊總部則位於左側

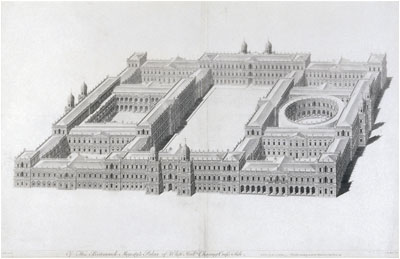
懷特霍爾宮

- Palace of Whitehall Timeline
- Enlarged 1680 Plan of Whitehall, showing the location of the tennis courts, cockpit, tiltyard on the St James's Park side, and the configuration of buildings on the river side （页面存档备份，存于）
- View of Whitehall in 1669 showing the Banqueting House and Holbein Gateway （页面存档备份，存于）
- A historical record of Whitehall Palace